# Kasper Junker
Kasper Junker (* 5. März 1994 in Vejle) ist ein dänischer Fußballspieler.

## Karriere

### Verein
Junker hatte in seiner Jugend bei Vinding SF und beim FC Djursland gespielt, ehe er sich SK Freja Randers anschloss, einem der Vereine innerhalb des Randers FC. Er kam ab März 2014 in der ersten Mannschaft von Randers FC in der Saison 2013/14 zu fünf Einsätzen und belegte mit seinem Verein den siebten Tabellenplatz. In der Wintertransferperiode der Saison 2014/15 wechselte er leihweise bis Saisonende zum Zweitligisten FC Fredericia, absolvierte allerdings kein Spiel. In der Saison 2015/16 belegte Junker mit Randers FC den sechsten Tabellenplatz.
Im Sommer 2016 wechselte er zu Aarhus GF. In den Saisons 2016/17 und 2017/18 gelang ihm mit dem Verein jeweils nach den Abstiegs-Playoffs der Klassenerhalt. 2018 ging er dann weiter zum Ligarivalen AC Horsens und wurde von dort ein Jahr später an Stabæk Fotball in Norwegen verliehen. Die Saison 2020 verbrachte der Stürmer bei FK Bodø/Glimt und erzielte dort in 25 Ligaspielen die Anzahl von 27 Treffern und konnte mit dem Verein erstmals die norwegische Meisterschaft und für sich den Titel als Torschützenkönig feiern.
Kurz vor Beginn der neuen Saison wechselte er dann am 1. April 2021 zum japanischen Erstligisten Urawa Red Diamonds.  Am 19. Dezember 2021 stand er mit dem Klub im Endspiel des Kaiserpokals, dass man mit 2:1 gegen Ōita Trinita gewann. Außerdem gewann er mit den Diamonds die AFC Champions League 2022/23, in sechs Partien schoss er dort vier Treffer. Am 1. Februar 2023 wechselte er dann auf Leihbasis weiter zum ebenfalls in der ersten Liga spielenden Nagoya Grampus. Für den Verein aus Nagoya bestritt er 33 Ligaspiele. Im Januar 2024 wurde er von Nagoya fest unter Vertrag genommen. Am 2. November 2024 stand er mit Nagoya im Finale des J. League Cup. Das Finale gegen Albirex Niigata gewann man im Elfmeterschießen.

### Nationalmannschaft
Junker spielte fünfmal für die dänische U-20- und viermal für die U21-Nationalmannschaft. Bei der U21-Europameisterschaft 2017 in Polen gehörte er zwar zum dänischen Kader, kam allerdings zu keinem Einsatz.

## Erfolge
FK Bodø/Glimt
- Norwegischer Meister: 2020

Urawa Red Diamonds
- Japanischer Pokalsieger: 2021
- AFC-Champions-League-Sieger: 2023

Nagoya Grampus
- Japanischer Ligapokalsieger: 2024

## Auszeichnungen
- Torschützenkönig der norwegischen Eliteserien: 2020 (27 Tore)